# ヘルマン・トロチック
ヘルマン・モーティマー・トロチック（Hermann Martimer Trotzig、1832年10月25日 - 1919年7月18日）は、明治に神戸外国人居留地における自治の中心を担った人物の一人。スウェーデン＝ノルウェーのストックホルム出身。曾祖父のモーテン・トロチックはストックホルム市長。1908年に勲五等双光旭日章を、1914年に勲四等瑞宝章を受章。

## 経歴
1832年10月25日、スウェーデン＝ノルウェーのストックホルムに生まれる。1856年にイェーフル航海学校を卒業。1859年、イギリスの汽船イングランド号に乗船し、日本の長崎に上陸。そのまま長崎に留まり、アーノルド・グルーム商会に就職。同商会がグラバー商会に吸収されるとその社員となった。
1868年、グラバー商会の支店設立のため神戸外国人居留地を訪れる。1872年、神戸外国人居留地の行事局長（神戸外国人居留地における自治の執行機関である行事局を統括する職）に任命され、居留地返還まで行事局長を務めた。行事局長に就任後、ドイツに帰化。1874年、居留地内に警察署が設置されると警察署長を兼務した。居留地返還後は兵庫県に雇用され、県警の顧問として、明石町巡査派出所となった旧居留地警察署に勤務し、2階を住居とした。1908年、勲五等双光旭日章を受章。1919年に東京の娘夫婦の家で死去。遺体は神戸市立外国人墓地に埋葬された。